# Generation X (roman)
Generation X: Tales for en Accelerated Culture  er Douglas Couplands debutroman.
Udtrykket ”Generation X”, som romanen gjorde berømt, henviser til amerikanerne og canadierne, der havde nået voksenalderen i slutningen af 1980'erne. Dette udtryk kom til at blive brugt i vidt forskellige sammenhænge, og snart blev alle mulige ting omtalt som om de havde noget at gøre med denne generation. Denne udvikling gjorde også at Coupland selv blev berømt og kom for mange til at stå som en talsmand for sin generation.
Romanens handling er i store træk en rammefortælling, hvor bogens tre hovedpersoner udveksler dybtfølte historier om både dem selv såvel som fantastiske historier, som de finder på. Coupland udgav senere en roman med en lignende titel – Generation A – i september 2009.